# Terre Roveresche
Terre Roveresche è un comune italiano di 5 218 abitanti della provincia di Pesaro e Urbino nelle Marche.
È un comune sparso, istituito il 1º gennaio 2017, nato dalla fusione dei comuni di Barchi, Orciano di Pesaro, Piagge e San Giorgio di Pesaro. I quattro comuni oggetto di fusione sono stati estinti e contestualmente istituiti, ai sensi dell'art. 30 dello statuto comunale, come municipi di Terre Roveresche.

## Geografia fisica
Il comune di Terre Roveresche confina a nord con Colli al Metauro, Cartoceto e Fano, a est con San Costanzo, a sud con Mondavio e Monte Porzio, e a ovest con Fratte Rosa e Sant'Ippolito. L'altitudine del comune è piuttosto variabile, si va dai 30 m s.l.m. di Cerbara (nel municipio di Piagge) sul fiume Metauro ai 319 m s.l.m. di Barchi.

## Storia

### Iter di istituzione del comune
Il 20 settembre 2016 l'Assemblea legislativa della regione Marche ha deliberato l'indizione di un referendum consultivo in merito alla proposta di legge n. 82/2016, concernente l'istituzione di un nuovo comune mediante fusione dei comuni di Barchi, Orciano di Pesaro, Piagge e San Giorgio di Pesaro, stabilendo il seguente quesito referendario: «Vuoi tu che sia istituito un nuovo Comune mediante la fusione dei Comuni di Barchi, Orciano di Pesaro, Piagge e San Giorgio di Pesaro?».
Il referendum è stato fissato nelle quattro municipalità interessate, tramite decreto del presidente della regione Marche Luca Ceriscioli, per il giorno 13 novembre 2016, dalle ore 7 alle 23.
| Risultati del referendum consultivo | Risultati del referendum consultivo | Risultati del referendum consultivo | Risultati del referendum consultivo | Risultati del referendum consultivo | Risultati del referendum consultivo |
|                                     | Barchi                              | Orciano di Pesaro                   | Piagge                              | San Giorgio di Pesaro               | Totale                              |
| ----------------------------------- | ----------------------------------- | ----------------------------------- | ----------------------------------- | ----------------------------------- | ----------------------------------- |
| Elettori                            | 907                                 | 1817                                | 869                                 | 1265                                | 4858                                |
| Votanti                             | 418                                 | 759                                 | 453                                 | 673                                 | 2303                                |
| Affluenza                           | 46,09%                              | 41,77%                              | 52,13%                              | 53, 20%                             | 47,41%                              |
| Sì                                  | 346 83,37%                          | 625 82,67%                          | 283 63,60%                          | 482 72,92%                          | 1736 76,24%                         |
| No                                  | 69 16,51%                           | 131 17,26%                          | 162 35,76%                          | 179 26,60%                          | 541 23,49%                          |
| Schede bianche                      | 1                                   | 2                                   | 4                                   | 7                                   | 14                                  |
| Schede nulle                        | 2                                   | 1                                   | 4                                   | 5                                   | 12                                  |

La proposta di legge n. 82/2016 è stata approvata con deliberazione legislativa il 6 dicembre 2016, quindi convertita in legge regionale n. 28/2016 e pubblicata nel BUR della Regione Marche n. 134 del 7 dicembre 2016. Suddetta legge regionale prevede l'istituzione di un unico comune denominato Terre Roveresche a decorrere dal 1º gennaio 2017, mediante fusione dei comuni di Barchi, Orciano di Pesaro, Piagge e San Giorgio di Pesaro.

### Simboli
Nello stemma sono raffigurate la rovere ghiandifera dei Della Rovere e quattro stelle poste in fascia nel capo a rappresentare gli estinti comuni di Barchi, Orciano di Pesaro, Piagge e San Giorgio di Pesaro.
Il gonfalone municipale è un drappo di bianco con la bordatura di azzurro.

## Società

### Evoluzione demografica
Abitanti censiti

### Etnie e minoranze straniere
Secondo i dati ISTAT al 1º gennaio 2021 la popolazione straniera residente era di 238 persone e rappresentava il 4,6% della popolazione residente. Invece le comunità straniere più numerose (con percentuale sul totale della popolazione straniera) erano:
1. Marocco, 40 (16,81%)
2. Romania, 29 (12,18%)
3. Albania, 19 (7,98%)
4. Paesi Bassi, 18 (7,56%)
5. Germania, 13 (5,46%)
6. Moldavia, 11 (4,62%)
7. Nigeria, 10 (4,20%)
8. Polonia, 10 (4,20%)

## Monumenti e luoghi di interesse

### Chiese
Chiese madri (con titolo parrocchiale)
- Chiesa collegiata di Sant’Ubaldo – Barchi
- Chiesa di San Cristoforo – Orciano di Pesaro
- Chiesa di San Giorgio Martire – San Giorgio di Pesaro
- Chiesa di San Maurizio – San Bartolo
- Chiesa di Sant’Anna – Montebello
- Chiesa di Santa Lucia Vergine e Martire – Piagge

Chiese sussidiarie minori
- Chiesa del SS.mo Crocifisso – San Giorgio di Pesaro
- Chiesa del SS.mo Sacramento – Piagge
- Chiesa della Madonna del Pianello – Orciano di Pesaro
- Chiesa dello Spirito Santo – San Giorgio di Pesaro
- Chiesa di San Francesco – Fornace
- Chiesa di San Lorenzo – Rupoli
- Chiesa di San Sebastiano – Villa del Monte
- Chiesa di San Silvestro – Orciano di Pesaro
- Chiesa di Sant’Anna (vecchia) – Montebello
- Chiesa di Sant’Antonio – Barchi
- Chiesa di Sant’Apollinare – Poggio
- Chiesa di Sant’Ubaldo – Cerbara
- Chiesa di Santa Filomena – Sacramento
- Chiesa di Santa Maria Nuova – Orciano di Pesaro
- Santuario di San Giuseppe – Spicello
- Santuario di San Pasquale Baylon – Convento

### Musei
Nel comune di Terre Roveresche sono presenti quattro musei, uno per municipio:
- Grotta Ipogeo - Piagge
- MuSa Museo Storico Ambientale - San Giorgio di Pesaro
- Museo della corda e del mattone - Orciano di Pesaro
- Museo Orci e Orciai e della Banda Grossi - Barchi

## Geografia antropica
Il territorio comunale si estende per un totale di 70,37 km², è formato da quattro municipi (i territori dei quattro ex comuni) e le loro rispettive frazioni, per un totale di 17 centri abitati e aree agglomerate minori.
La sede del comune sparso di Terre Roveresche si trova a Orciano di Pesaro. Gli uffici comunali sono dislocati nelle sedi dei quattro municipi e in ciascuno di essi si trova uno sportello funzionale per il cittadino.

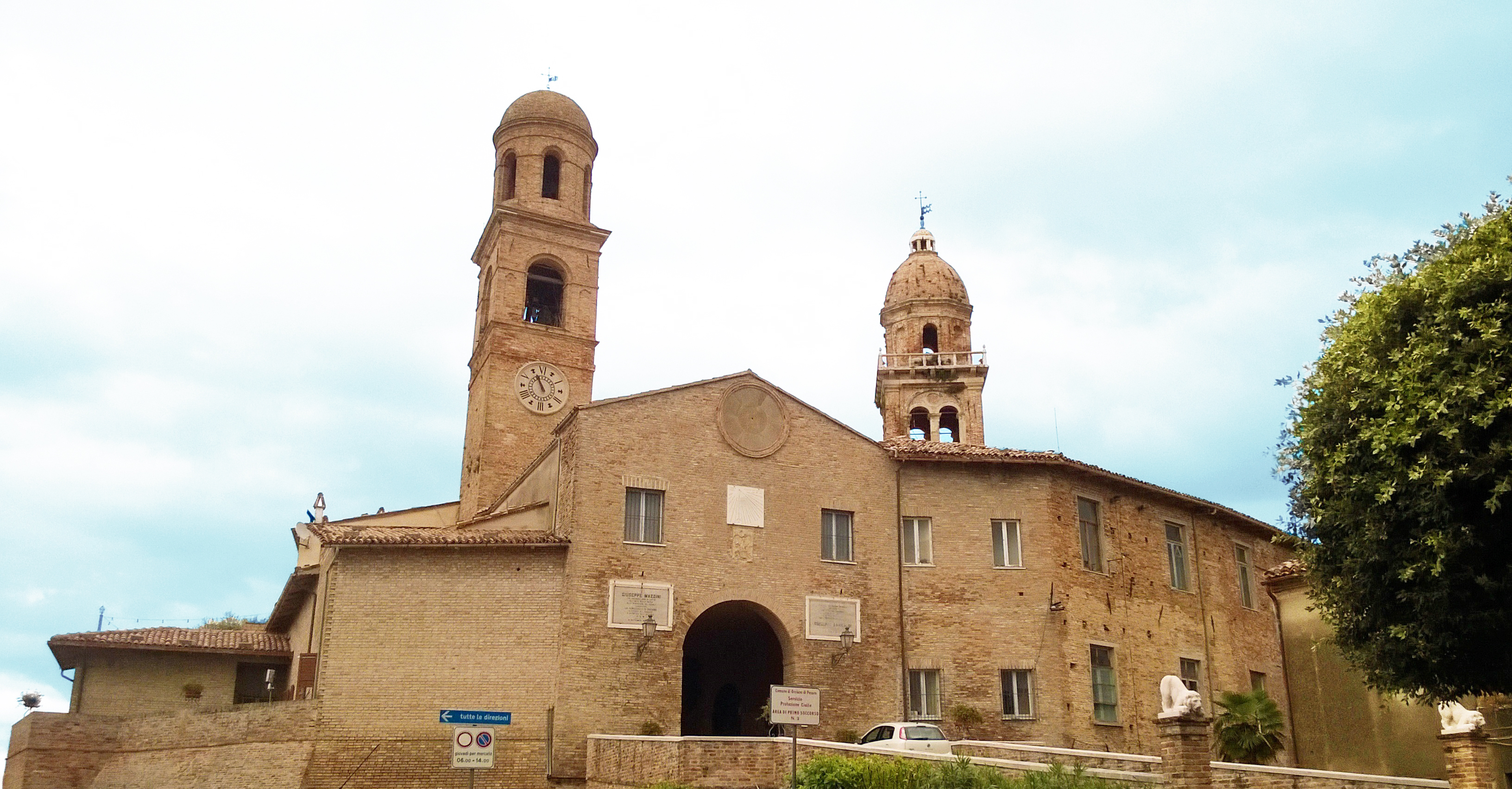
Ingresso al castello di Orciano di Pesaro.

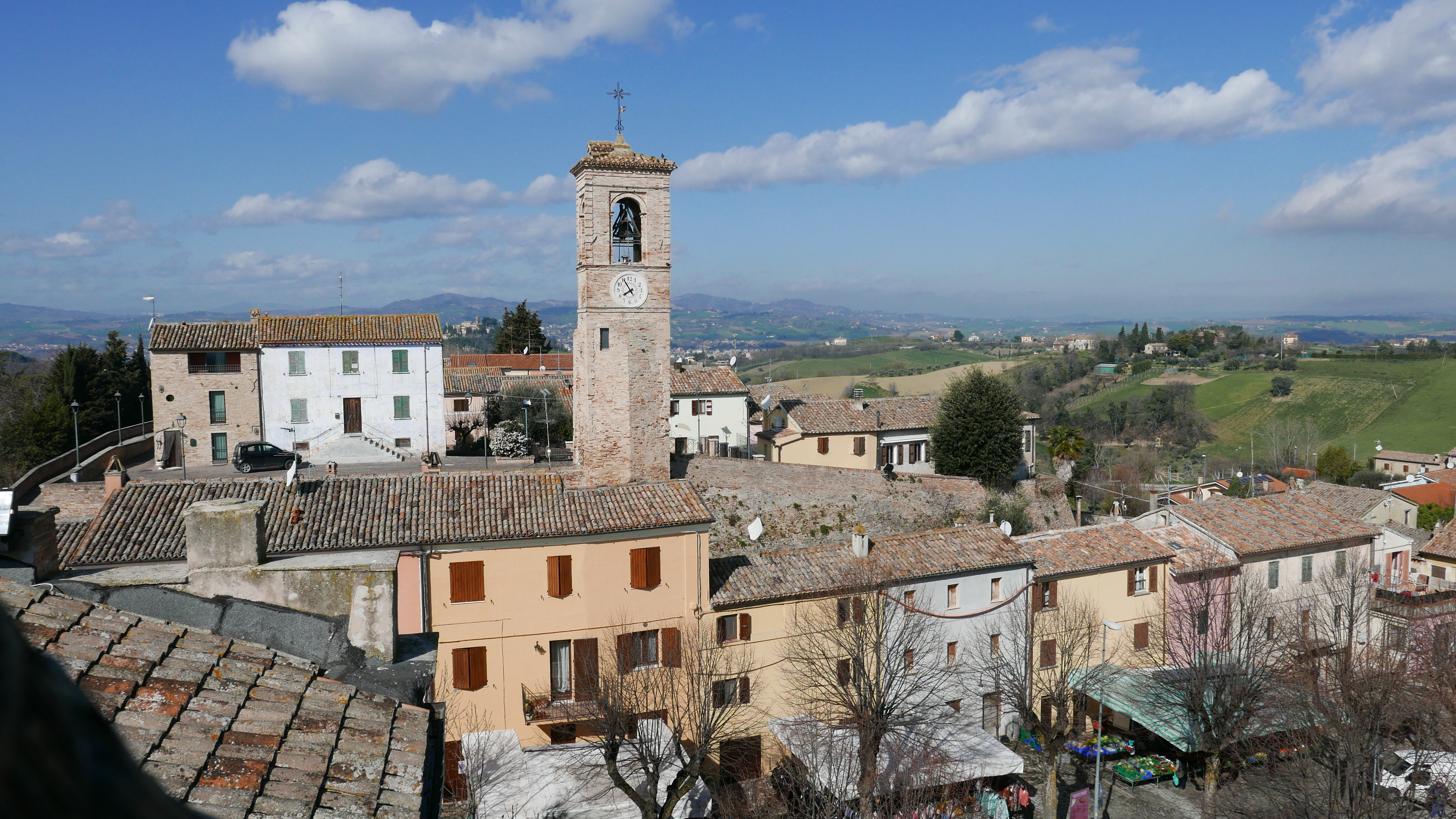
Centro storico di Piagge.

Il comune sparso di Terre Roveresche è organizzato in quattro municipi e nelle rispettive frazioni:
Il municipio di Barchi, di 967 abitanti, è il più piccolo dei quattro e si estende a sud-ovest di Orciano. Il centro abitato di Barchi raggiunge un'altezza massima di 319 m s.l.m.; di particolare interesse il centro storico, progettato nel cinquecento dall'architetto Filippo Terzi e la chiesa collegiata di Sant'Ubaldo. Comprende le frazioni di San Bartolo, Vergineto e Villa del Monte.
Il municipio di Orciano di Pesaro, di 2 028 abitanti, è il più popolato tra i quattro municipi ed è la sede degli uffici amministrativi del nuovo comune. Il centro storico è caratterizzato da due torri, simboli del paese, circondati dalle antiche mura. Di particolare interesse la chiesa di Santa Maria Novella nel centro storico, la Torre Malatestiana e il palazzo di Montebello. Nella frazione di Schieppe si trova una zona artigianale che insieme a Cerbara di Piagge forma l'area produttiva industriale-artigianale del comune sparso. Comprende le frazioni di Schieppe, Montebello e Rupoli.
Il municipio di Piagge, di 1 022 abitanti, è il più a nord, nonché il più vicino al mare e alle città di Fano e Pesaro. Storicamente sembra essere il più antico poiché la sua fondazione risale all'età romana, quando allora era denominato: "Lubacaria". Di particolare interesse il centro storico con le sue antiche mura medievali, la Piazza della Torre con la sua torre civica, la chiesa di Santa Lucia e l'Ipogeo: un antico luogo di culto medievale scavato nella pietra arenaria a 7 metri di profondità. Piagge è il municipio che conta la maggiore densità di popolazione e la cui altitudine varia da 30 m s.l.m., dove si trova la frazione di Cerbara, contenente una zona artigianale, fino a 220 m nel punto più alto. Comprende le frazioni di Cerbara, Montale e San Filippo.
Il municipio di San Giorgio di Pesaro, di 1 388 abitanti, è il secondo tra i quattro per popolazione; il centro abitato si estende su crinali collinari, in posizione panoramica, tra il mare ad Est e le quinte appenniniche ad Ovest. Il primo documento scritto riguardante il territorio di San Giorgio di Pesaro risale al 777 ed è una bolla papale che nomina il Castello (centro abitato racchiuso da mura) di Poggio. Un altro documento è dell'anno 875 che cita sia il castello di Poggio che quello di San Giorgio. Il centro storico è caratterizzato da un'antica cinta muraria di origine medievale, di particolare interesse le varie chiese presenti sul territorio. Comprende le frazioni di Montecucco, Poggio, Sacramento e Spicello.

## Amministrazione
| Periodo         | Periodo        | Primo cittadino       | Partito                      | Carica                  | Note          |
| --------------- | -------------- | --------------------- | ---------------------------- | ----------------------- | ------------- |
| 1º gennaio 2017 | 11 giugno 2017 | Marisa Amabile        |                              | Commissaria prefettizia | [ 17 ] [ 18 ] |
| 12 giugno 2017  | 13 giugno 2022 | Antonio Sebastianelli | Lista civica Uniti per unire | Sindaco                 | [ 18 ]        |
| 13 giugno 2022  | in carica      | Antonio Sebastianelli | Lista civica                 | Sindaco                 | [ 18 ]        |

In seguito alla fusione, ciascun municipio di Terre Roveresche è provvisto di un consiglio municipale, formato da un prosindaco e due consultori, votati dai cittadini con scheda apposita e distinta contestualmente all'elezione comunale, e nominati in seguito dal consiglio comunale. Si tratta di figure che hanno la funzione di riferire le esigenze dei cittadini presso l'amministrazione comunale; hanno diritto alla parola e alla verbalizzazione, ma non al voto, durante le sedute del consiglio comunale. I consigli municipali secondo statuto hanno una durata di 5 anni.

### Gemellaggi
- Freyming-Merlebach[20]
- Hombourg-Haut[21]

## Sport
Il Della Rovere, con sede ad Orciano, disputa il campionato di Seconda Categoria.

## Galleria d'immagini

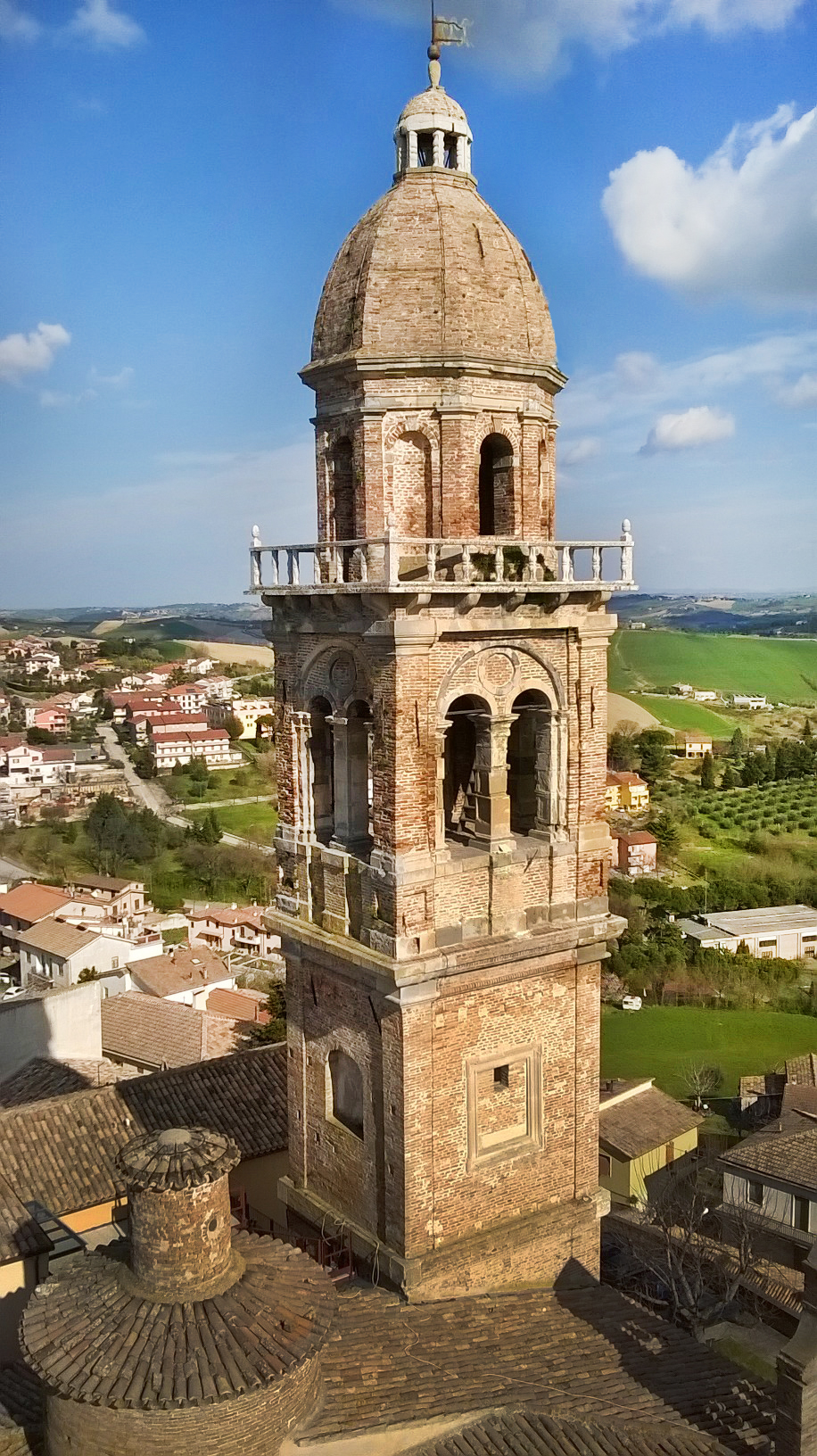
Torre Malatestiana di Orciano
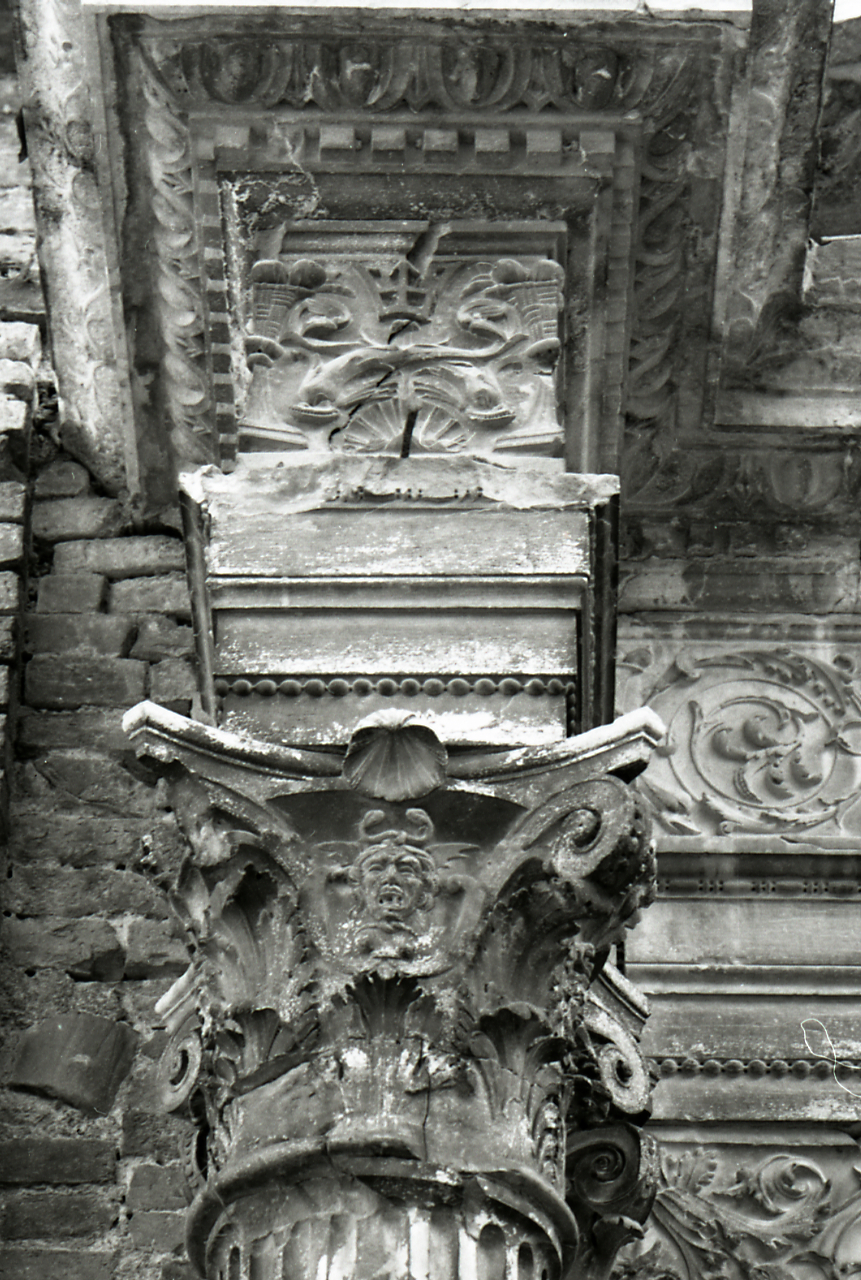
Particolare del portale della Chiesa di Santa Maria Nuova di Orciano, attribuito a Raffaello Sanzio, in una foto di Paolo Monti del 1969
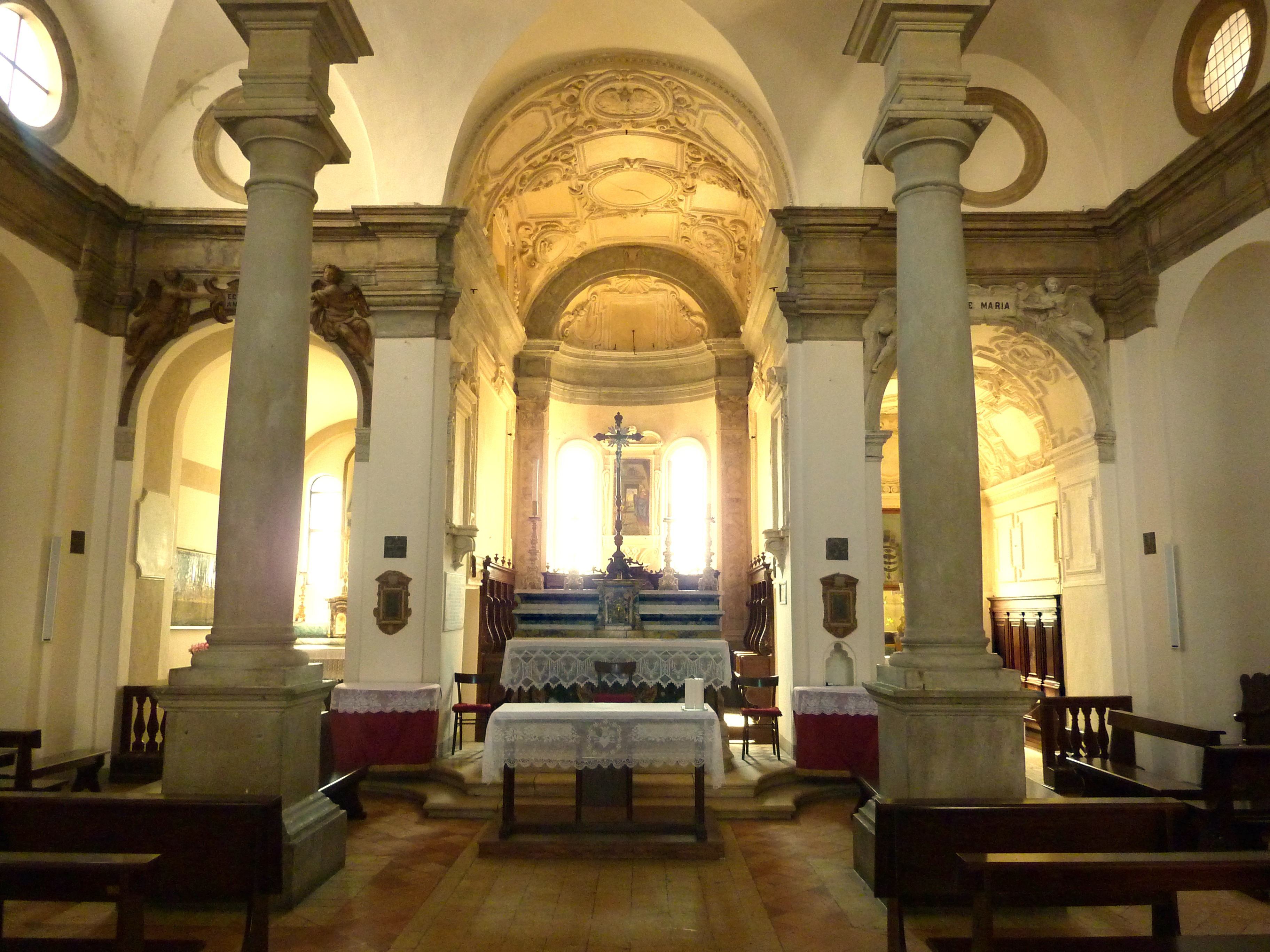
Interno della Chiesa di Santa Maria Nuova di Orciano
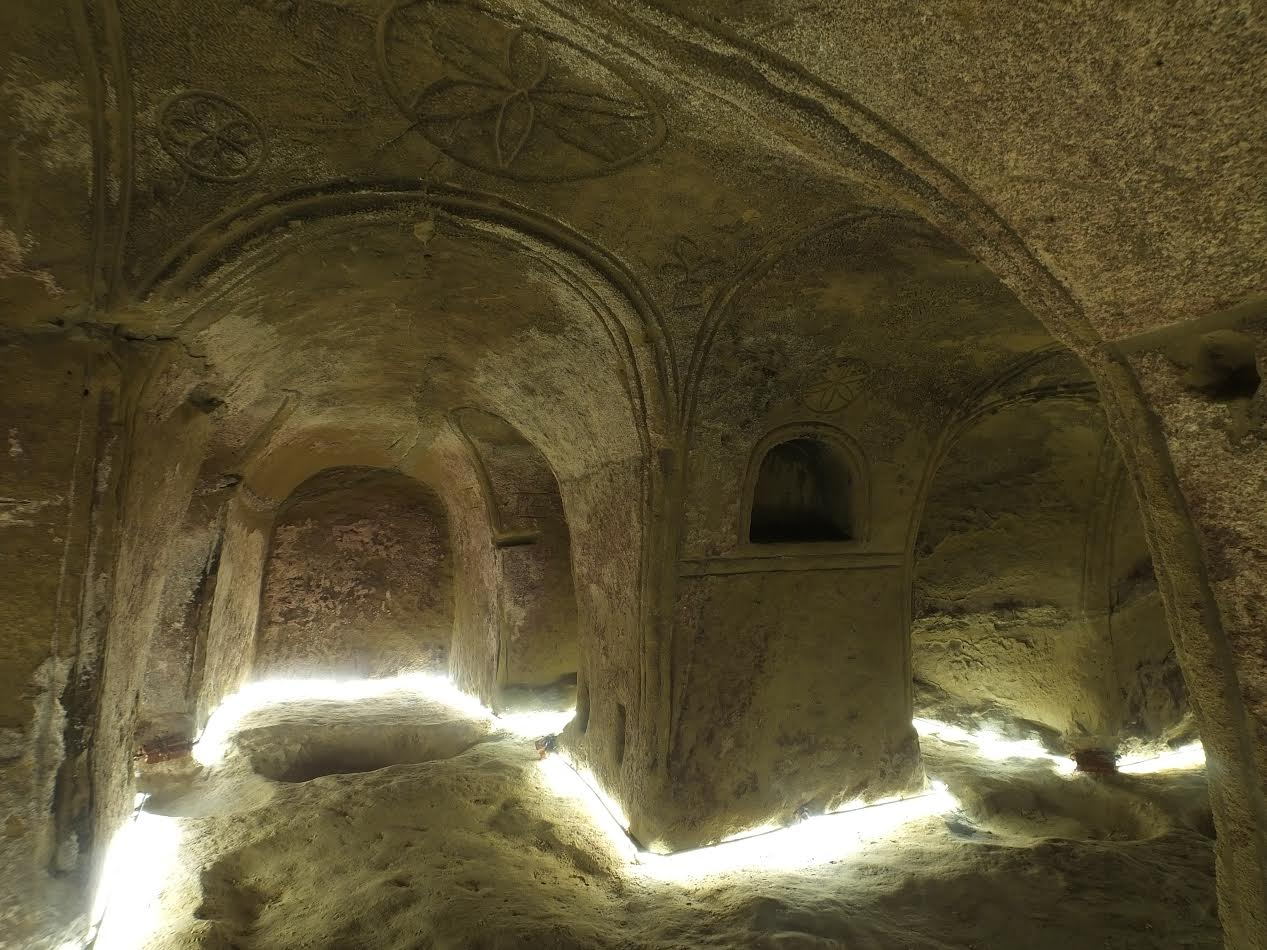
Ipogeo di Piagge
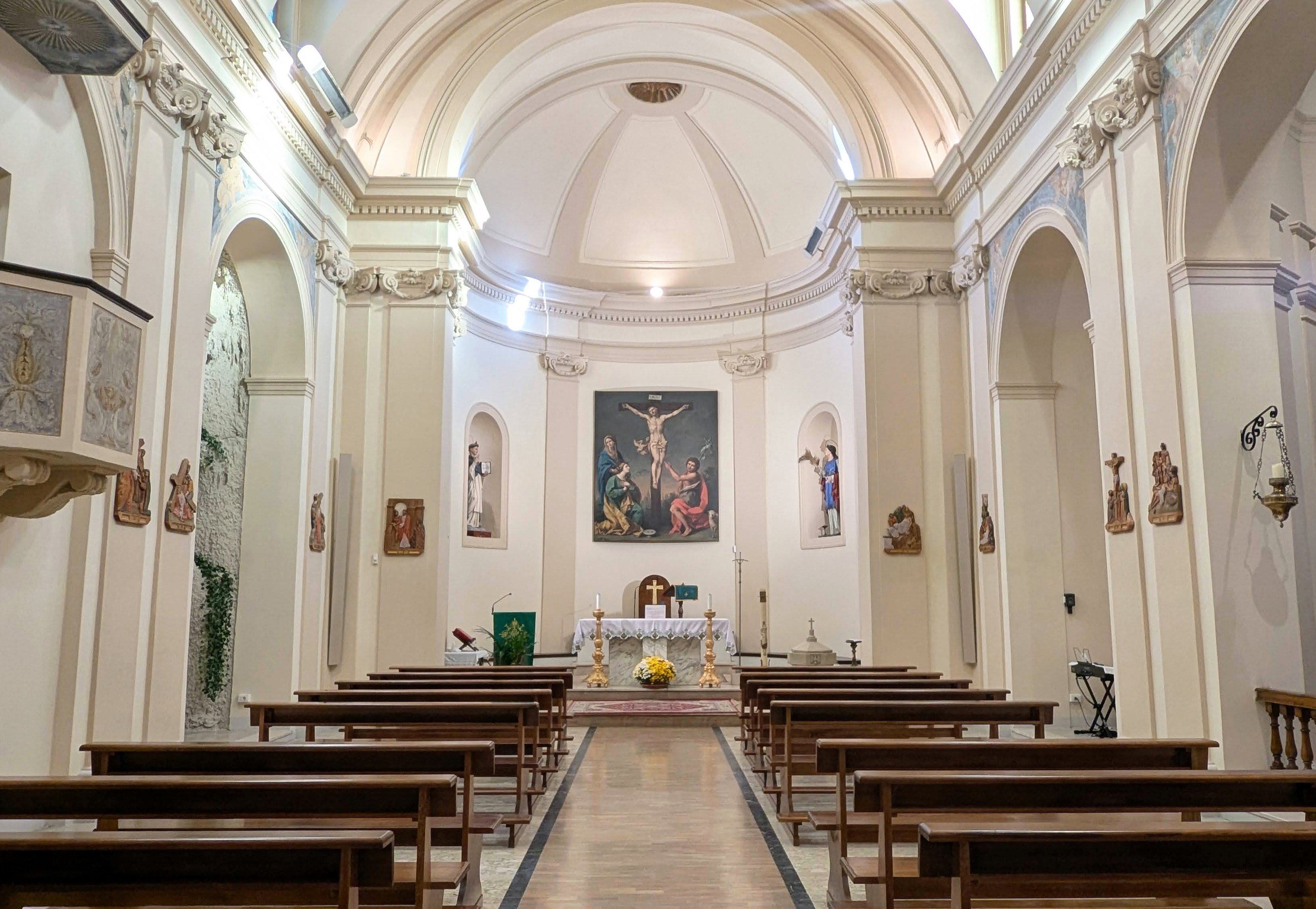
Interno della chiesa di Santa Lucia di Piagge
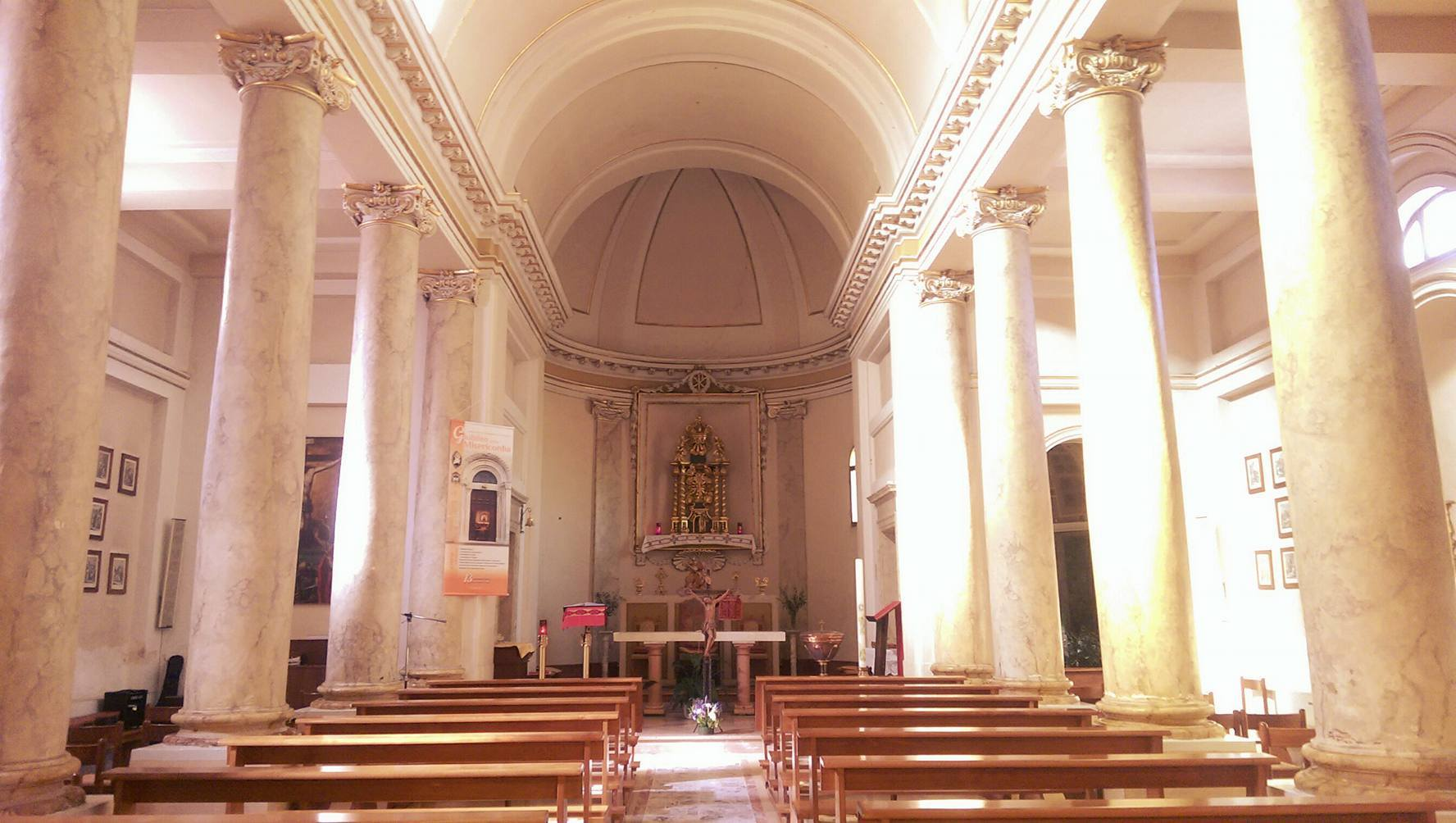
Interno della chiesa parrocchiale di San Giorgio
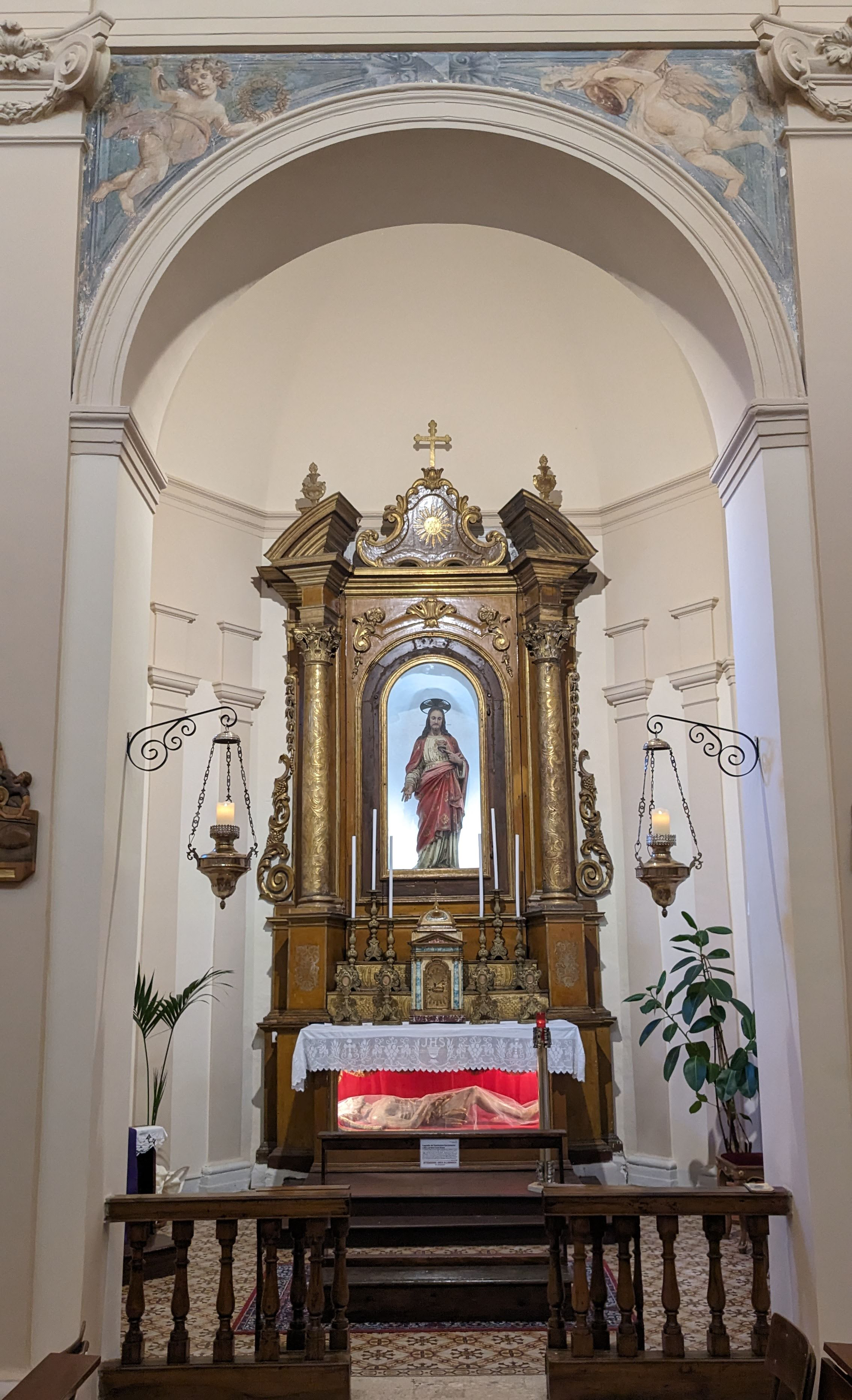
Altare del Santissimo Sacramento nella chiesa di Santa Lucia di Piagge
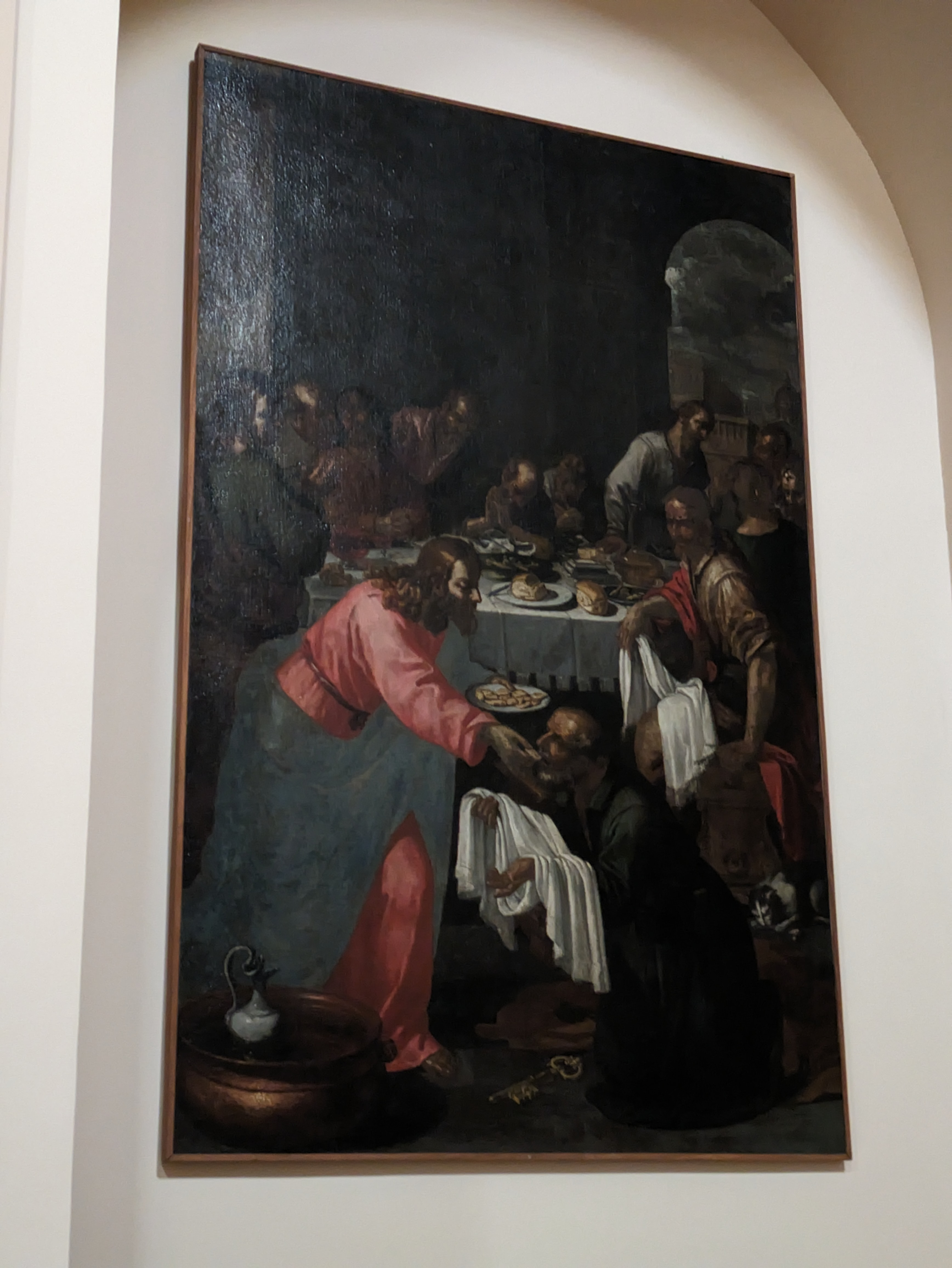
Comunione degli Apostoli di Giovanni Francesco Guerrieri all'interno della chiesa di Santa Lucia di Piagge